# توماش ساتورانسكي
توماش ساتورانسكي (بالتشيكية: Tomáš Satoranský)‏ مواليد 30 أكتوبر 1991 في براغ، هو لاعب كرة سلة تشيكي. بدأ مسيرته الاحترافية في سنة 2007. تم اختياره من قبل فريق واشنطن ويزاردز خلال الدرافت. يلعب مع واشنطن ويزاردز في الرابطة الوطنية لكرة السلة كلاعب هجوم خلفي. يحمل الرقم 31. يبلغ طوله 6 قدم 7 بوصة (2.0 م).

## المسيرة الاحترافية
لعب مع نادي براها لكرة السلة من سنة 2007 إلى 2009، ثم لعب مع نادي إشبيلية لكرة السلة في الدوري الإسباني من سنة 2009 إلى 2014، ثم لعب مع نادي برشلونة لكرة السلة من سنة 2014 إلى 2016، ثم لعب مع واشنطن ويزاردز في سنة 2016.

## الإنجازات
نادي إشبيلية لكرة السلة
- كأس أوروبا لكرة السلة:
  - الوصافة (1): 2010–11

نادي برشلونة لكرة السلة
- كأس السوبر الإسبانية لكرة السلة
  - البطولة (1): 2015

## إحصائيات المسيرة

### الرابطة الوطنية لكرة السلة

#### الموسم الاعتيادي
| السنة   | الفريق         | لعب | بدأ | دقيقة | ميداني% | ثلاثية | حرة  | ارتداد | صنع | استلاب | تصدي | نقطة |
| ------- | -------------- | --- | --- | ----- | ------- | ------ | ---- | ------ | --- | ------ | ---- | ---- |
| 2016–17 | واشنطن ويزاردز | 57  | 3   | 12.6  | .418    | .243   | .697 | 1.5    | 1.6 | .5     | .1   | 2.7  |
| المسيرة | المسيرة        | 57  | 3   | 12.6  | .418    | .243   | .697 | 1.5    | 1.6 | .5     | .1   | 2.7  |

### الدوري الأوروبي
| السنة   | الفريق                  | لعب | بدأ | دقيقة | ميداني% | ثلاثية | حرة  | ارتداد | صنع | استلاب | تصدي | نقطة | أداء |
| ------- | ----------------------- | --- | --- | ----- | ------- | ------ | ---- | ------ | --- | ------ | ---- | ---- | ---- |
| 2014–15 | نادي برشلونة لكرة السلة | 27  | 12  | 19.2  | .470    | .391   | .850 | 3.0    | 3.2 | .8     | .2   | 7.2  | 10.7 |
| 2015–16 | نادي برشلونة لكرة السلة | 29  | 27  | 24.5  | .567    | .366   | .755 | 2.8    | 4.3 | .9     | .3   | 9.0  | 12.0 |
| المسيرة | المسيرة                 | 28  | 20  | 21.9  | .519    | .379   | .803 | 2.9    | 3.8 | .9     | .3   | 8.1  | 11.4 |

## روابط خارجية
- توماش ساتورانسكي على موقع الاتحاد الدولي لكرة السلة (الإنجليزية)
- توماش ساتورانسكي على موقع الدوري الأوروبي لكرة السلة (الإنجليزية)
- توماش ساتورانسكي على موقع إن بي أي (الإنجليزية)
- توماش ساتورانسكي على موقع سبورتس رفرنس (الإنجليزية)
- توماش ساتورانسكي على موقع الدوري الإسباني لكرة السلة (الإسبانية)
- توماش ساتورانسكي على موقع كرة السلة الأوروبية.كوم (الإنجليزية)
- توماش ساتورانسكي على موقع إي إس بي إن.كوم (الإنجليزية)
- توماش ساتورانسكي على موقع ريلجم (الإنجليزية)
- توماش ساتورانسكي على موقع بروبوليرز (الإنجليزية)
- توماش ساتورانسكي على موقع سبورتس رفرنس (الإنجليزية)